# ナクファ (都市)

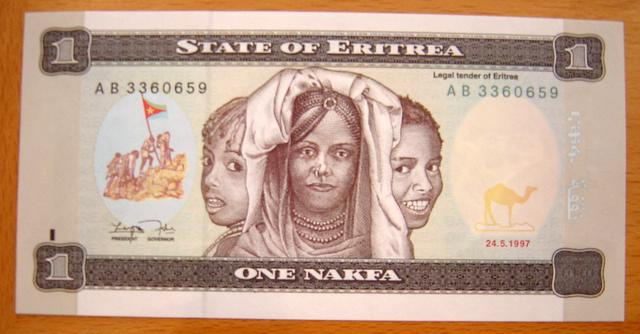
都市名を冠した、1ナクファ紙幣

ナクファ（ティグリニャ語: ናቅፋ、Nak'fa, Nakfa, Nacfa）は、エリトリア北部セメナウィ・ケイバハリ地方（北紅海地方）の町。またナクファ地区の中心地である。人口は約2.7万人（2005年推定）で、国内で6番目に多い。語源はティグレ語で「高い」を意味するNaqfで、山岳地帯に位置している。首都アスマラからは北へ約200キロメートルの距離にある。
エリトリア独立戦争における激戦地のひとつで、独立派勢力の奪取後は攻撃拠点として機能しエリトリア独立の足がかりとなった。また同国の通貨「ナクファ」（ERN）の由来となったことで知られる。

## 歴史
ナクファは昔より人が居住していたが、1890年代にイタリアが駐屯すると急成長を遂げ行政・商業の中心地となった。1962年にエチオピアに併合されエリトリア州となったあと、町にはエチオピアの警察署が建設された。警察署は独立闘争を繰り広げていたエリトリア解放戦線の標的となったため、1967年にエチオピア軍の駐屯地が建設された。
1975年9月、エリトリア人民解放戦線（EPLF）がナクファに駐留していたエチオピア軍を攻撃し、ナクファで戦闘が始まった。エチオピア軍は1万人の兵士と数十機の戦闘機を投入したが、6か月間の包囲戦を含めた1年半に渡る攻撃で遂にナクファは陥落し、1977年3月22日にEPLFの支配下に入った。ナクファはエリトリアで初めて「解放」された町であり、全国各地の「解放」を行うEPLFの主要拠点となった。またEPLFは塹壕や地雷原を町の周囲に張り巡らせることで強固な要塞を築いた。エチオピアはナクファを奪還するため何度も攻撃を実施し、爆撃で街は破壊された。しかし徹底抗戦を行ったEPLFと防御網に阻まれ、1991年の終戦まで一度も取り返すことが出来なかった。エリトリア政府はナクファの重要性を称え、法定通貨を「ナクファ」と名付けた。
1993年にエリトリアの独立が承認された後、ナクファはサヘル州の州都となった。しかし1996年4月15日に州は廃止され、ナクファは新たに設置されたセメナウィ・ケイバハリ地方の一都市となった。行政の中心ではなくなったが、それでもなおエリトリア北部地域の中心地であり続けている。1997年時点の人口は4,312人であったが、8年後の2005年には2.7万人まで増加したと推定されている。

## 気候
ケッペンの気候区分ではステップ気候（BSh）に属している。
| ナクファの気候         | ナクファの気候 | ナクファの気候 | ナクファの気候 | ナクファの気候 | ナクファの気候 | ナクファの気候 | ナクファの気候 | ナクファの気候 | ナクファの気候 | ナクファの気候 | ナクファの気候 | ナクファの気候 | ナクファの気候 |
| 月                     | 1月            | 2月            | 3月            | 4月            | 5月            | 6月            | 7月            | 8月            | 9月            | 10月           | 11月           | 12月           | 年             |
| ---------------------- | -------------- | -------------- | -------------- | -------------- | -------------- | -------------- | -------------- | -------------- | -------------- | -------------- | -------------- | -------------- | -------------- |
| 平均最高気温 °C （°F） | 21.4 (70.5)    | 22.0 (71.6)    | 24.0 (75.2)    | 25.9 (78.6)    | 28.4 (83.1)    | 30.2 (86.4)    | 28.4 (83.1)    | 27.5 (81.5)    | 28.5 (83.3)    | 25.1 (77.2)    | 22.5 (72.5)    | 21.0 (69.8)    | 25.41 (77.73)  |
| 平均最低気温 °C （°F） | 9.5 (49.1)     | 9.8 (49.6)     | 10.7 (51.3)    | 12.4 (54.3)    | 13.5 (56.3)    | 16.8 (62.2)    | 18.4 (65.1)    | 17.4 (63.3)    | 15.8 (60.4)    | 11.6 (52.9)    | 10.8 (51.4)    | 9.3 (48.7)     | 13 (55.38)     |
| 雨量 mm （inch）       | 4 (0.16)       | 3 (0.12)       | 10 (0.39)      | 28 (1.1)       | 41 (1.61)      | 28 (1.1)       | 74 (2.91)      | 116 (4.57)     | 34 (1.34)      | 21 (0.83)      | 15 (0.59)      | 4 (0.16)       | 378 (14.88)    |
| 出典：Climate-Data     |                |                |                |                |                |                |                |                |                |                |                |                |                |

## 交通
周辺を山に囲まれた辺境の地で陸路の到達が困難な場所であったが、独立後は舗装道路の整備が行われている。ただし紅海方面へ向かう道路はなく、首都アスマラから陸路で訪問する場合はケレンからアファベト経由で向かう必要がある。
- 第二級国道の国道S-1号
- ナクファ空港